# Marin Sais

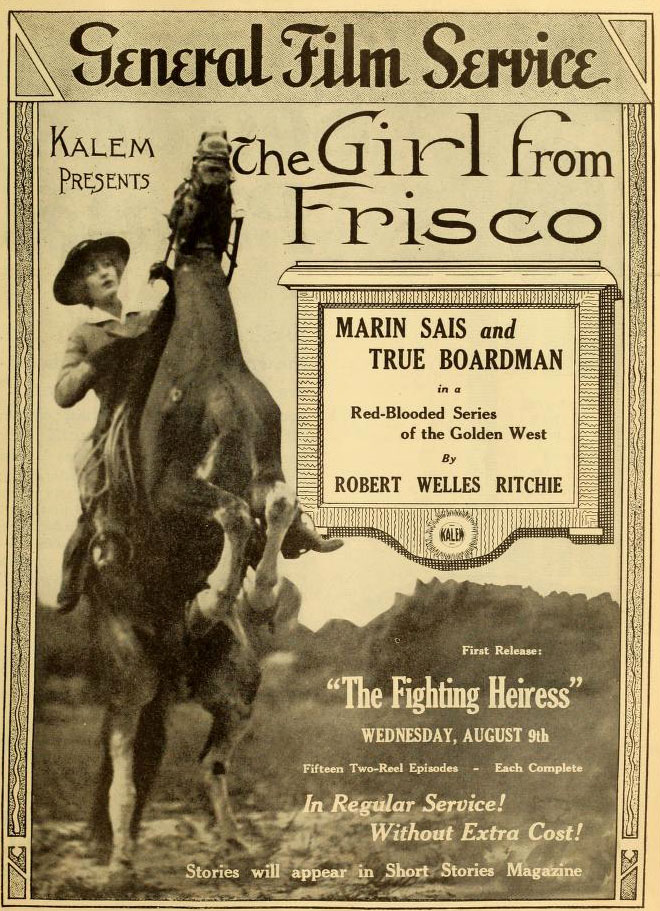
The Girl from Frisco (1916)

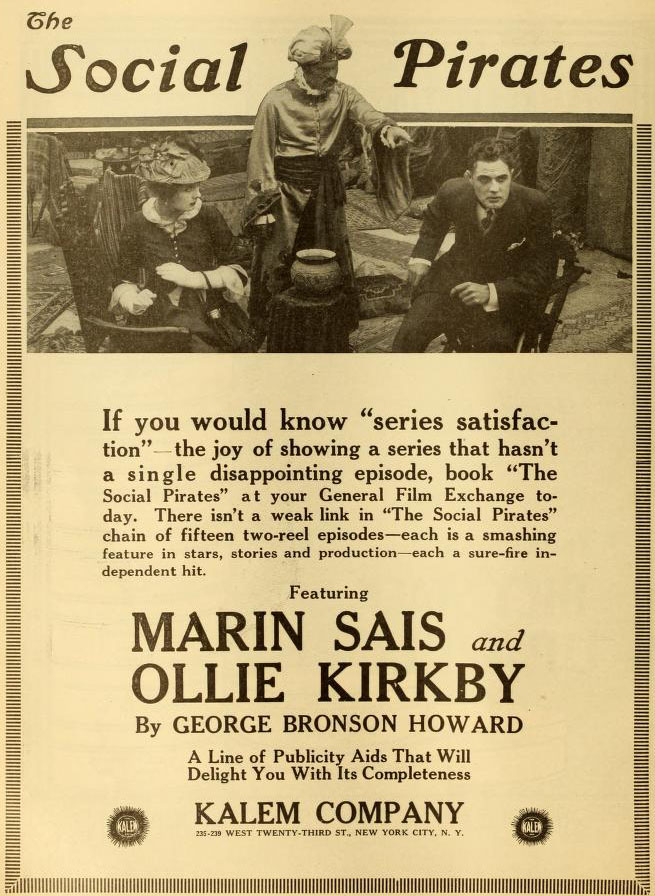
The Social Pirates (1916)

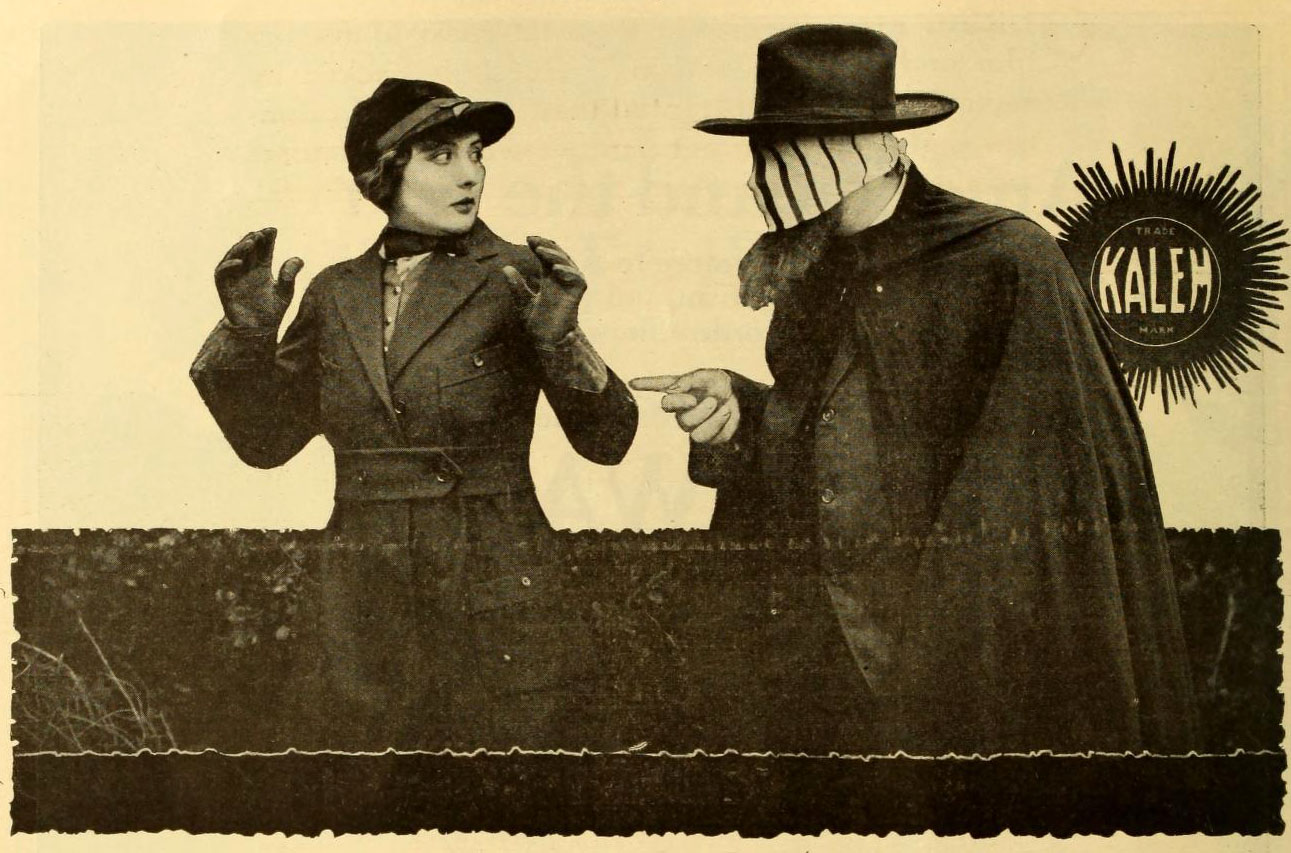
The Black Rider of Tasajara (1917)

Marin Sais (2 de agosto de 1890 - 31 de diciembre de 1971) fue una actriz cinematográfica estadounidense que tuvo una prolífica carrera en la época del cine mudo en las décadas de 1910 y 1920. Además de su trabajo en el cine mudo, se la recuerda por su intervención en películas de género western a lo largo de una trayectoria de cuatro décadas.

## Biografía
Nacida en San Rafael (California) en el seno de una familia presuntamente descendiente de una de las primeras familias españolas que colonizaron California, Marin Sais empezó su carrera interpretativa en el vodevil siendo adolescente, tras viajar a la ciudad de Nueva York. 
En 1910, a los veinte años de edad, Sais debutó en la pantalla para los Vitagraph Studios de Nueva York, en un corto adaptación de la obra de William Shakespeare Noche de reyes, junto a actrices notables como Florence Turner y Julia Swayne Gordon. Sais protagonizaría varios cortos cómicos, los cuales recibieron buenas críticas, para Kalem Company, junto a actores como Ruth Roland, Marshall Neilan y Edward Coxen. En 1911 Sais hizo su primera actuación para el género western, en la producción The Ranger's Stratagem, teniendo lugar la mayor parte de su carrera, sobre todo los últimos años, en dicho género.
A lo largo de la década de 1910 la carrera de Sais fue en ascenso, y la actriz mostraba su versatilidad actuando en cortos, westerns, dramas y, a partir de 1915, empezó a trabajar en el serial de misterio al estilo de las aventuras de Nancy Drew The Girl Detective, dirigido por James W. Horne para Kalem Company, con títulos como The Riddle of the Rings, The Secret Code, The Disappearing Necklace y The Vanishing Vases. Sais trabajó también bajo dirección de Horne en docenas de cortos de temática western. Así, en 1916 empezó a interpretar a Barbara Brent en una serie de cortos dirigidos por él.
En 1918 Sais era una muy popular personalidad cinematográfica, y fue elegida por el ídolo japonés del cine mudo Sessue Hayakawa para actuar con él en una serie de colaboraciones, la primera de ellas el drama racial de 1918 The City of Dim Faces, tras lo cual rodaron His Birthright, estrenada el mismo año y con el acompañamiento de la esposa de Hayakawa, la actriz Tsuru Aoki. La última interpretación de Sais junto a Hayakawa fue en el film de 1919 Bonds of Honor, y ese mismo año trabajó con la actriz sueca Anna Q. Nilsson en el drama de moderado éxito The Vanity Pool.
En 1920 Sais se casó con el actor de westerns del cine mudo Jack Hoxie, a quien conoció en el plató del film de 1916 Tigers Unchained. Los dos empezaron a trabajar juntos en varios títulos western y de aventuras, con buenas críticas. Aunque la pareja se divorció siete años después, Sais apenas actuaría a partir de entonces en filmes fuera del género western. Una producción destacada de esos años fue la dirigida por Bruce M. Mitchell en 1924 The Hellion, en la que el actor británico Boris Karloff hacía uno de sus primeros papeles destacados.
A mediados de la década de 1920 la carrera de Marin Sais declinaba, por lo que empezó a trabajar en westerns de bajo presupuesto. Esa tónica la siguió una vez iniciada la era del cine sonoro en los años treinta, consiguiendo el dudoso título de "Queen of the B-movie oaters (Reina de los western de serie B)". En los años treinta actuó en unos veinte títulos – todos westerns exceptuando un papel sin acreditar como Mrs. Harper el la película de culto de 1936 Reefer Madness.
Sais siguió actuando en las décadas de 1940 y 1950, a menudo en pequeños papeles en westerns de bajo presupuesto y poca calidad. Dos excepciones fueron el film de 1945 dirigido por Sam Newfield Western Lightning Raiders, interpretado por Buster Crabbe, y su papel de Duquesa en el serial de 1949 Red Ryder, con Jim Bannon. En los primeros años cincuenta intentó abrirse paso en el nuevo medio de la televisión con una interpretación como artista invitada en El llanero solitario. Su último papel fue para el telefilme The Great Jesse James Raid en 1953.
En sus últimos años, Marin Sais se retiró al Motion Picture & Television Country House and Hospital de Woodland Hills (Los Ángeles), California, donde residió varios años. Falleció allí en 1971, a causa de una arteriosclerosis cerebral, a los 81 años de edad. 